# روان‌شناسی تجربی
روان‌شناسی تجربی یا روان‌شناسی آزمایشی (انگلیسی: Experimental psychology) یکی از انواع مهم رشته روان‌شناسی است. روش آزمایشی مهم‌ترین روش تحقیق در روان‌شناسی به‌شمار می‌رود. هدف این روش مطالعه رفتار موجود تحت شرایط خاص و مقایسه حالات او در این شرایط است. آزمایش‌کننده شرایط مخصوص تغییر رفتار را به‌وجود می‌آورد و آزمایش شونده تحت این شرایط قرار گرفته رفتار حاصله مطالعه می‌ شود. متغیر مستقل محرکی است که تغییرپذیری می‌یابد و متغیر وابسته پاسخی است که به متغیر مستقل داده می‌شود. آزمایش‌کننده می‌تواند از طرق مختلف بر متغیر مستقل نظارت نماید که معمول‌ترین آنها، روش تغییر مستقیم است. در کلیه آزمایش‌های روانشناسی باید از دو گروه گواه و آزمایشی استفاده نمود. گروه آزمایشی عبارت‌اند از افرادی که در شرایط خاص آزمایش قرار می‌گیرند و آثار متغیر مستقل روی آنان مطالعه می‌شود.
گروه گواه کسانی هستند که عیناً کیفیات گروه آزمایشی را دارا بوده ولی تحت شرایط آزمایش واقع نمی‌شوند. بدین ترتیب تغییراتی که در اثر متغیر مستقل به‌وجود می‌آیند با مقایسه دو گروه قابل مطالعه هستند. برای حصول اطمینان از نتایج تجربیات باید نکات زیر را در ضبط داشت:
- رسیدگی از نظر توارث
- رسیدگی از طریق طرح آزمایش
- پالایش تجربی

این روش‌ها به منظور حذف کردن یا در ضبط قرار دادن آثار متغیرهایی است که مورد علاقه آزمایش‌کننده نیستند.
در موارد پیچیده‌تر روانی آثار عوامل متعدد با یکدیگر درگیری می‌یابند و باید به کیفیت تغییر بیش از یک عامل در واحد زمان توجه نمود.
روش آماری فرضیات روانی را از صورت کیفی به شکل کمی درمی‌آورد و نتایج تجربیات متغیر مستقل و روی محور عمودی تغییرات متغیر وابسته را ثبت می‌کنند. در روانشناسی از انواع نمودارها که رابطه میان متغیرها را ظاهر می‌سازد استفاده می‌نماید.
هرگاه بخواهیم یک نوع رفتار را از روی رفتار دیگری پیش‌بینی کنیم، بستگی‌ها و توابع را به کار می‌بریم. بستگی عبارت‌اند از اظهاری که به صورت کمی یا نمودار یا کلام تغییرات متغیر وابسته را هم‌زمان با متغیر مستقل نشان دهد. در بستگی‌های مثبت پیشرفت و ازدیاد مقادیر یک محور (محور طولها) با پیشرفت محور دیگر (محور عرض‌ها) همراه است. عکس این کیفیت در بستگی‌های منفی صادق است بدین ترتیب که مقادیر متغیر وابسته با ازدیاد مقادیر متغیر مستقل کاهش می‌یابد.
در بستگی‌های غیر یک نواخت ابتدا نمودار حالت پیشرفتگی و سپس کاهش را نشان می‌دهد یا بالعکس.
استفاده از تاریخچه زندگی به عنوان روش تحقیق گرچه جداگانه مورد بحث قرار گرفته ولی در حقیقت جزء روش بالینی به‌شمار می‌رود. برخی از جنبه‌های محدودکننده استفاده از تاریخچه زندگی به صورت روش تحقیق عبارت‌اند از:
- جنبه ذهنی بودن تاریخچه زندگی
- محدود بودن آن به یک فرد
- امکان تفسیر تاریخچه زندگی به طرق مختلف
- کیفی بودن تاریخچه زندگی - علی‌رغم این محدودیت‌ها می‌توان براساس آن فرضیات مختلفی بنا نمود و در مواردی که نظارت بیشتری امکان‌پذیر است روش کمی را برای تحلیل آن به کار بست.